# Associazione Calcio Monza Brianza 1912 2014-2015
Questa voce raccoglie le informazioni riguardanti l'Associazione Calcio Monza Brianza 1912 nelle competizioni ufficiali della stagione 2014-2015.

## Stagione
Nella stagione 2014-2015 il Monza disputa il girone A del nuovo campionato di Lega Pro. Raccoglie 45 punti sul campo, ma deve pagare 6 pesanti punti di penalizzazione per inadempienze economiche, quindi con 39 punti è costretto a disputare il Play-out, nei quale supera entrambe le volte il Pordenone, ottenendo comunque la salvezza. Affidato a Fulvio Pea disputa un incredibile campionato, settimo con 31 punti al termine del girone di andata, paga a caro prezzo l'instabilità societaria. Nel girone di ritorno fa peggio di tutti con 14 punti raggranellati. Poi riesce comunque a salvare la categoria sul campo. Il caldo mese di luglio 2015 è fatale al "Calcio Monza Brianza 2012" che viene decretato fallito dal Tribunale di Monza, con l'estromissione dal campionato di competenza, la Lega Pro, da parte della FIGC. Il 22 luglio 2015 nasce la nuova "Società Sportiva Dilettantistica Monza 1912", che viene affiliata alla FIGC il 31 luglio 2015, iscritta al campionato nazionale di Serie D per la stagione 2015-2016. Pur ripartendo dal basso, continua la gloriosa storia del Monza.

## Rosa
| N. |                       | Ruolo | Calciatore          |
| -- | --------------------- | ----- | ------------------- |
|    | Italia (bandiera)     | P     | Stefano Chimini     |
|    | Italia (bandiera)     | P     | Alfonso De Lucia    |
|    | Italia (bandiera)     | P     | Angelo Di Stasio    |
|    | Italia (bandiera)     | P     | Sergio Viotti       |
|    | Italia (bandiera)     | D     | Marco Anghileri     |
|    | Italia (bandiera)     | D     | Andrea Beduschi     |
|    | Italia (bandiera)     | D     | Cristian Berchicci  |
|    | Italia (bandiera)     | D     | Marco Briganti      |
|    | Italia (bandiera)     | D     | Matteo Caracciolo   |
|    | Italia (bandiera)     | D     | Giacomo Corduas     |
|    | Italia (bandiera)     | D     | Dario D'Ambrosio    |
|    | Italia (bandiera)     | D     | Alessio De Bode     |
|    | Francia (bandiera)    | D     | Oualid El Hasni     |
|    | Italia (bandiera)     | D     | Davide Ferrara      |
|    | Italia (bandiera)     | D     | Valerio Foglio      |
|    | Italia (bandiera)     | D     | Gabriele Franchino  |
|    | Italia (bandiera)     | D     | Domenico Frasciello |
|    | Italia (bandiera)     | D     | Filippo Giorgi      |
|    | Italia (bandiera)     | D     | Giacomo Lucarini    |
|    | Costa Rica (bandiera) | D     | Gilberto Martínez   |
|    | Italia (bandiera)     | D     | Leonardo Massoni    |
|    | Italia (bandiera)     | D     | Giuseppe Pugliese   |
|    | Italia (bandiera)     | D     | Walter Zullo        |
|    | Italia (bandiera)     | C     | Gennaro Acampora    |
|    | Ghana (bandiera)      | C     | Yaw Asante          |
|    | Italia (bandiera)     | C     | Daniele Bernasconi  |
|    | Italia (bandiera)     | C     | Salvatore Burrai    |
|    | Romania (bandiera)    | C     | Sebastian Cojocnean |

| N. |                         | Ruolo | Calciatore                  |
| -- | ----------------------- | ----- | --------------------------- |
|    | Italia (bandiera)       | C     | Alessandro Comentale        |
|    | Italia (bandiera)       | C     | Gianmarco Conti             |
|    | Italia (bandiera)       | C     | Matteo D'Alessandro         |
|    | Italia (bandiera)       | C     | Gianfilippo Dal Poggetto    |
|    | Finlandia (bandiera)    | C     | Mehmet Hetemaj              |
|    | Italia (bandiera)       | C     | Marco Perini                |
|    | Italia (bandiera)       | C     | Vincenzo Perna              |
|    | Italia (bandiera)       | C     | Matteo Pessina              |
|    | Italia (bandiera)       | C     | Francesco Rampi             |
|    | Italia (bandiera)       | C     | Idriz Toskic                |
|    | Italia (bandiera)       | C     | Francesco Uliano            |
|    | Italia (bandiera)       | C     | Federico Valle              |
|    | Italia (bandiera)       | C     | Alessio Vita                |
|    | Italia (bandiera)       | A     | Matteo Alessandroni         |
|    | Italia (bandiera)       | A     | Valerio Anastasi            |
|    | RD del Congo (bandiera) | A     | Cédric Baseya               |
|    | Italia (bandiera)       | A     | Alessandro Bollini Frigerio |
|    | Italia (bandiera)       | A     | Paolo Carbonaro             |
|    | Italia (bandiera)       | A     | Pasquale De Vita            |
|    | Italia (bandiera)       | A     | Marco Gaeta                 |
|    | Italia (bandiera)       | A     | Andrea Gasbarroni           |
|    | Italia (bandiera)       | A     | Daniele Grandi              |
|    | Italia (bandiera)       | A     | Francesco Margiotta         |
|    | Italia (bandiera)       | A     | Igor Radrezza               |
|    | Italia (bandiera)       | A     | Omar Torri (capitano)       |
|    | Slovenia (bandiera)     | A     | Filip Valenčič              |
|    | Italia (bandiera)       | A     | Francesco Virdis            |
|    | Italia (bandiera)       | A     | Gianmarco Zigoni            |

## Calciomercato

### Sessione estiva(dall'1/7 all'1/9)
| Acquisti | Acquisti                 | Acquisti      | Acquisti   |
| R.       | Nome                     | da            | Modalità   |
| -------- | ------------------------ | ------------- | ---------- |
| P        | Sergio Viotti            | Chievo        | prestito   |
| D        | Andrea Beduschi          | AlbinoLeffe   | definitivo |
| D        | Valerio Foglio           | Reggina       | svincolato |
| D        | Leonardo Massoni         | Perugia       | definitivo |
| C        | Salvatore Burrai         | Modena        | definitivo |
| C        | Matteo D'Alessandro      | Cuneo         | definitivo |
| C        | Gianfilippo Dal Poggetto | Bellaria      | definitivo |
| C        | Mehmet Hetemaj           | AlbinoLeffe   | prestito   |
| C        | Marco Perini             | Grosseto      | definitivo |
| C        | Francesco Rampi          | Reggiana      | prestito   |
| C        | Federico Valle           | Paganese      | definitivo |
| A        | Matteo Alessandroni      | Santarcangelo | definitivo |
| A        | Valerio Anastasi         | Chievo        | prestito   |
| A        | Daniele Grandi           | Bologna       | definitivo |
| A        | Francesco Margiotta      | Juventus      | prestito   |
| A        | Igor Radrezza            | Padova        | definitivo |
| A        | Francesco Virdis         | Savona        | svincolato |
| A        | Gianmarco Zigoni         | Milan         | prestito   |

| Cessioni | Cessioni            | Cessioni       | Cessioni      |
| R.       | Nome                | a              | Modalità      |
| -------- | ------------------- | -------------- | ------------- |
| P        | Paolo Castelli      |                | svincolato    |
| P        | Alex Teodorani      | Cesena         | fine prestito |
| D        | Myles Anderson      | Pro Patria     | prestito      |
| D        | Davide Cattaneo     | Olginatese     | definitivo    |
| D        | Jacopo Galimberti   | Inter          | fine prestito |
| D        | Tiziano Polenghi    |                | svincolato    |
| C        | Riccardo Allegretti |                | svincolato    |
| C        | Fergus Bell         | Mansfield Town | svincolato    |
| C        | Nicolò Bianchi      | Novara         | fine prestito |
| C        | Amedeo Calliari     |                | svincolato    |
| C        | Roberto Candido     | Pro Patria     | prestito      |
| C        | Claudio Grauso      | Chieri         | svincolato    |
| C        | Umberto Miello      | Chieri         | svincolato    |
| C        | Marco Morao         |                | svincolato    |
| C        | Luca Santonocito    | Milan          | fine prestito |
| C        | Paolo Valagussa     | Virtus Entella | svincolato    |
| A        | Caio De Cenco       | Pavia          | fine prestito |
| A        | Mattia Finotto      | SPAL           | svincolato    |
| A        | Alex Fisher         | Mansfield Town | svincolato    |
| A        | Giovanni Laraia     |                | svincolato    |
| A        | Riccardo Ravasi     | Verona         | svincolato    |
| A        | Said Ahmed Said     | Genoa          | fine prestito |
| A        | Davide Sinigaglia   | Reggiana       | svincolato    |
| A        | Giovanni Terrani    | Pro Patria     | prestito      |

### Sessione invernale(dal 5/1 al 2/2)
| Acquisti | Acquisti             | Acquisti        | Acquisti      |
| R.       | Nome                 | da              | Modalità      |
| -------- | -------------------- | --------------- | ------------- |
| P        | Alfonso De Lucia     |                 | svincolato    |
| P        | Angelo Di Stasio     |                 | svincolato    |
| D        | Myles Anderson       | Pro Patria      | fine prestito |
| D        | Matteo Caracciolo    | Sampdoria       | prestito      |
| D        | Giacomo Corduas      | Trapani         | prestito      |
| D        | Dario D'Ambrosio     | Lecce           | definitivo    |
| D        | Alessio De Bode      | Messina         | definitivo    |
| D        | Oualid El Hasni      | Vicenza         | prestito      |
| D        | Davide Ferrara       | Juve Stabia     | prestito      |
| D        | Domenico Frasciello  | Benevento       | prestito      |
| D        | Filippo Giorgi       | Cremonese       | definitivo    |
| D        | Giacomo Lucarini     | Genoa           | prestito      |
| D        | Gilberto Martínez    | Lecce           | definitivo    |
| D        | Giuseppe Pugliese    |                 | svincolato    |
| C        | Gennaro Acampora     |                 | svincolato    |
| C        | Yaw Asante           | Grosseto        | definitivo    |
| C        | Sebastian Cojocnean  |                 | svincolato    |
| C        | Alessandro Comentale | Torino          | definitivo    |
| C        | Gianmarco Conti      | Pordenone       | definitivo    |
| C        | Vincenzo Perna       |                 | svincolato    |
| C        | Idriz Toskic         | Chievo          | prestito      |
| C        | Francesco Uliano     | Mantova         | prestito      |
| A        | Cédric Baseya        |                 | svincolato    |
| A        | Daniele Bernasconi   | Parma           | prestito      |
| A        | Paolo Carbonaro      | Aversa Normanna | definitivo    |
| A        | Marco Gaeta          | Messina         | definitivo    |
| A        | Pasquale De Vita     | Verona          | prestito      |
| A        | Omar Torri           | Pro Piacenza    | definitivo    |
| A        | Filip Valenčič       | Olimpia Lubiana | svincolato    |

| Cessioni | Cessioni                 | Cessioni    | Cessioni      |
| R.       | Nome                     | a           | Modalità      |
| -------- | ------------------------ | ----------- | ------------- |
| P        | Sergio Viotti            | Chievo      | fine prestito |
| D        | Myles Anderson           | Chievo      | definitivo    |
| D        | Marco Anghileri          | AlbinoLeffe | svincolato    |
| D        | Andrea Beduschi          |             | svincolato    |
| D        | Marco Briganti           | Cremonese   | svincolato    |
| D        | Valerio Foglio           | Novara      | svincolato    |
| D        | Gabriele Franchino       |             | svincolato    |
| D        | Leonardo Massoni         |             | svincolato    |
| D        | Walter Zullo             |             | svincolato    |
| C        | Salvatore Burrai         |             | svincolato    |
| C        | Matteo D'Alessandro      |             | svincolato    |
| C        | Gianfilippo Dal Poggetto |             | svincolato    |
| C        | Mehmet Hetemaj           | AlbinoLeffe | fine prestito |
| C        | Marco Perini             |             | svincolato    |
| C        | Francesco Rampi          | Reggiana    | fine prestito |
| C        | Alessio Vita             |             | svincolato    |
| A        | Valerio Anastasi         | Chievo      | fine prestito |
| A        | Emanuele Fiori           | Feralpisalò | definitivo    |
| A        | Andrea Gasbarroni        |             | svincolato    |
| A        | Francesco Margiotta      | Juventus    | fine prestito |
| A        | Igor Radrezza            |             | svincolato    |
| A        | Francesco Virdis         | L'Aquila    | svincolato    |
| A        | Gianmarco Zigoni         | Milan       | fine prestito |

## Risultati

### Lega Pro

#### Girone di andata
| Arbitro: | Lacagnina (Caltanissetta) |

|                           |           |  |
| Zullo 11’ F. Virdis 90+2’ | Marcatori |  |

| Arbitro: | Caso (Verona) |

|                 |           |                                    |
| Iovine 11’, 13’ | Marcatori | 2’ Anastasi 44’ Vita 64’ F. Virdis |

| Arbitro: | Marinelli (Tivoli) |

|            |           |            |
| Foglio 38’ | Marcatori | 10’ Sereni |

| Arbitro: | Pelagatti (Arezzo) |

|            |           |  |
| Marras 60’ | Marcatori |  |

| Arbitro: | Catona (Reggio Calabria) |

|         |           |                       |
| Vita 4’ | Marcatori | 8’ Bruno 31’ Cristini |

| Arbitro: | Rossi (Rovigo) |

|             |           |  |
| Momentè 45’ | Marcatori |  |

| Arbitro: | Panarese (Lecce) |

|                        |           |  |
| Massoni 21’ Foglio 85’ | Marcatori |  |

| Arbitro: | Lacagnina (Caltanissetta) |

|  |           |               |
|  | Marcatori | 62’ Margiotta |

| Arbitro: | Morreale (Roma) |

|                     |           |               |
| Vita 25’ Foglio 33’ | Marcatori | 90+3’ Le Noci |

| Mantova 25 ottobre 2014, ore 15:00 CEST 10ª giornata | Mantova           | 0 – 0 | Monza | Stadio Danilo Martelli (2 053 spett.)\| Arbitro: \| Piscopo (Imperia) \| |
| Arbitro:                                             | Piscopo (Imperia) |       |       |                                                                          |

| Arbitro: | Bichisecchi (Livorno) |

|                          |           |  |
| Anastasi 84’, 89’, 90+3’ | Marcatori |  |

| Arbitro: | Luciano (Lamezia Terme) |

|  |           |           |
|  | Marcatori | 39’ Zullo |

| Arbitro: | Guccini (Albano Laziale) |

|                               |           |  |
| Margiotta 51’, 79’ Zigoni 69’ | Marcatori |  |

| Arbitro: | Vesprini (Macerata) |

|                |           |  |
| Ranellucci 47’ | Marcatori |  |

| Arbitro: | Marini (Roma) |

|                      |           |                                            |
| Anastasi 5’ Vita 71’ | Marcatori | 18’ Taddei 75’ Mezavilla 88’ (aut.) Perini |

| Arbitro: | Rapuano (Rimini) |

|  |           |            |
|  | Marcatori | 90+1’ Vita |

| Arbitro: | Colosimo (Torino) |

|          |           |              |
| Vita 74’ | Marcatori | 78’ Padulano |

| Arbitro: | Picinini (Forlì) |

|                            |           |          |
| Pietribasi 1’ Iocolano 37’ | Marcatori | 75’ Vita |

| Arbitro: | Balice (Termoli) |

|                        |           |                          |
| Pessina 15’ Grandi 26’ | Marcatori | 12’ Anderson 81’ Candido |

#### Girone di ritorno
| Arbitro: | Colarossi (Roma) |

|                          |           |                     |
| Evacuo 45+3’ Corazza 64’ | Marcatori | 38’ Vita 77’ Grandi |

| Arbitro: | Mantelli (Brescia) |

|  |           |            |
|  | Marcatori | 46’ Iovine |

| Arbitro: | Formato (Benevento) |

|                                |           |  |
| A. Ferretti 33’ Cesarini 90+2’ | Marcatori |  |

| Arbitro: | Capone (Palermo) |

|  |           |              |
|  | Marcatori | 50’ Novothny |

| Arbitro: | Fourneau (Roma) |

|                                     |           |  |
| Cristini 44’ Sandrini 79’ Bruno 88’ | Marcatori |  |

| Arbitro: | Maggioni (Lecco) |

|           |           |                |
| Torri 14’ | Marcatori | 35’ Silva Reis |

| Arbitro: | Schirru (Nichelino) |

|                           |           |            |
| Sinigaglia 1’ Rossini 52’ | Marcatori | 57’ Uliano |

| Arbitro: | D'Apice (Arezzo) |

|            |           |                 |
| Uliano 17’ | Marcatori | 38’, 58’ Guerra |

| Como 7 marzo 2015, ore 15:00 CET 28ª giornata | Como             | 0 – 0 | Monza | Stadio Giuseppe Sinigaglia (1 432 spett.)\| Arbitro: \| Sassoli (Arezzo) \| |
| Arbitro:                                      | Sassoli (Arezzo) |       |       |                                                                             |

| Arbitro: | Luciano (Lamezia Terme) |

|  |           |             |
|  | Marcatori | 67’ Scrosta |

| Lumezzane 21 marzo 2015, ore 15:00 CET 30ª giornata | Lumezzane                 | 0 – 0 | Monza | Stadio Tullio Saleri (300 spett.)\| Arbitro: \| Lacagnina (Caltanissetta) \| |
| Arbitro:                                            | Lacagnina (Caltanissetta) |       |       |                                                                              |

| Arbitro: | Candeo (Este) |

|           |           |              |
| Conti 12’ | Marcatori | 26’ Crialese |

| Sassari 29 marzo 2015, ore 12:30 CET 32ª giornata | Torres            | 0 – 0 | Monza | Stadio Vanni Sanna (400 spett.)\| Arbitro: \| Capilungo (Lecce) \| |
| Arbitro:                                          | Capilungo (Lecce) |       |       |                                                                    |

| Monza 2 aprile 2015, ore 19:30 CEST 33ª giornata | Monza        | 0 – 0 | Feralpisalò | Stadio Brianteo (1 171 spett.)\| Arbitro: \| Mei (Pesaro) \| |
| Arbitro:                                         | Mei (Pesaro) |       |             |                                                              |

| Arbitro: | Amoroso (Paola) |

|  |           |          |
|  | Marcatori | 1’ Torri |

| Arbitro: | Piscopo (Imperia) |

|             |           |  |
| Pessina 61’ | Marcatori |  |

| Arbitro: | Zanonato (Vicenza) |

|                            |           |             |
| Mariani 88’ Panariello 89’ | Marcatori | 11’ Pessina |

| Monza 1º maggio 2015, ore 15:00 CEST 37ª giornata | Monza            | 0 – 0 | Bassano Virtus | Stadio Brianteo (1 439 spett.)\| Arbitro: \| Baroni (Firenze) \| |
| Arbitro:                                          | Baroni (Firenze) |       |                |                                                                  |

| Arbitro: | Marinelli (Tivoli) |

|                                            |           |                        |
| Serafini 24’ (rig.) Baclet 53’ Palumbo 76’ | Marcatori | 42’ Valenčič 78’ Conti |

#### Play-out
| Arbitro: | Dei Giudici (Latina) |

|  |           |                                    |
|  | Marcatori | 45+1’ Carbonaro 59’ (rig.) Pessina |

| Arbitro: | Rapuano (Rimini) |

|                                                            |           |                                          |
| Torri 30’ Pessina 34’, 74’ (rig.) Bernasconi 71’, 76’, 78’ | Marcatori | 9’ Paladin 20’ (aut.) De Bode 70’ Maccan |

### Coppa Italia

#### Turni preliminari
| Arbitro: | Pietropaolo (Modena) |

|                           |           |           |
| Anastasi 30’ Radrezza 85’ | Marcatori | 62’ Merlo |

| Arbitro: | Maresca (Napoli) |

|                                 |                      |                                         |
| Schiavone Acosty Granoche Gatto | Tiri di rigore 3 – 2 | Burrai Beduschi Perini Massoni Radrezza |

### Coppa Italia Lega Pro

#### Fase a eliminazione diretta
| Arbitro: | Schirru (Nichelino) |

|                                      |                      |                                             |
| Virdis 69’ (rig.)                    | Marcatori            | 19’ Pesenti                                 |
| Virdis Burrai Bollini Beduschi Zullo | Tiri di rigore 3 – 4 | N. Allievi Girasole Taugourdeau Geroni Gira |

## Statistiche
Statistiche aggiornate al 30 maggio 2015.

### Statistiche di squadra
| Competizione          | Punti | In casa | In casa | In casa | In casa | In casa | In casa | In trasferta | In trasferta | In trasferta | In trasferta | In trasferta | In trasferta | Totale | Totale | Totale | Totale | Totale | Totale | DR |
| Competizione          | Punti | G       | V       | N       | P       | Gf      | Gs      | G            | V            | N            | P            | Gf           | Gs           | G      | V      | N      | P      | Gf     | Gs     | DR |
| --------------------- | ----- | ------- | ------- | ------- | ------- | ------- | ------- | ------------ | ------------ | ------------ | ------------ | ------------ | ------------ | ------ | ------ | ------ | ------ | ------ | ------ | -- |
| Lega Pro              | ..    | ..      | ..      | .       | .       | ..      | ..      | ..           | .            | .            | .            | ..           | ..           | ..     | ..     | .      | .      | ..     | ..     | .. |
| Coppa Italia          | -     | ..      | ..      | .       | .       | ..      | ..      | ..           | .            | .            | .            | ..           | ..           | ..     | ..     | .      | .      | ..     | ..     | .. |
| Coppa Italia Lega Pro | -     | ..      | ..      | .       | .       | ..      | ..      | ..           | .            | .            | .            | ..           | ..           | ..     | ..     | .      | .      | ..     | ..     | .. |
| Totale                | -     | ..      | ..      | .       | .       | ..      | ..      | ..           | .            | .            | .            | ..           | ..           | ..     | ..     | .      | .      | ..     | ..     | .. |

### Statistiche dei giocatori
I calciatori devono essere inseriti in ordine alfabetico.
| Giocatore | Lega Pro | Lega Pro | Coppa Italia | Coppa Italia | Coppa Italia Lega Pro | Coppa Italia Lega Pro | Totale   | Totale |
| Giocatore | Presenze | Reti     | Presenze     | Reti         | Presenze              | Reti                  | Presenze | Reti   |
| --------- | -------- | -------- | ------------ | ------------ | --------------------- | --------------------- | -------- | ------ |
| . Cognome | .        | .        | .            | .            | -                     | -                     | 0        | 0      |
| . Cognome | .        | .        | .            | .            | -                     | -                     | 0        | 0      |
| . Cognome | .        | .        | .            | .            | -                     | -                     | 0        | 0      |
| . Cognome | .        | .        | .            | .            | -                     | -                     | 0        | 0      |
| . Cognome | .        | .        | .            | .            | -                     | -                     | 0        | 0      |
| . Cognome | .        | .        | .            | .            | -                     | -                     | 0        | 0      |
| . Cognome | .        | .        | .            | .            | -                     | -                     | 0        | 0      |